# Quần đảo Tanimbar

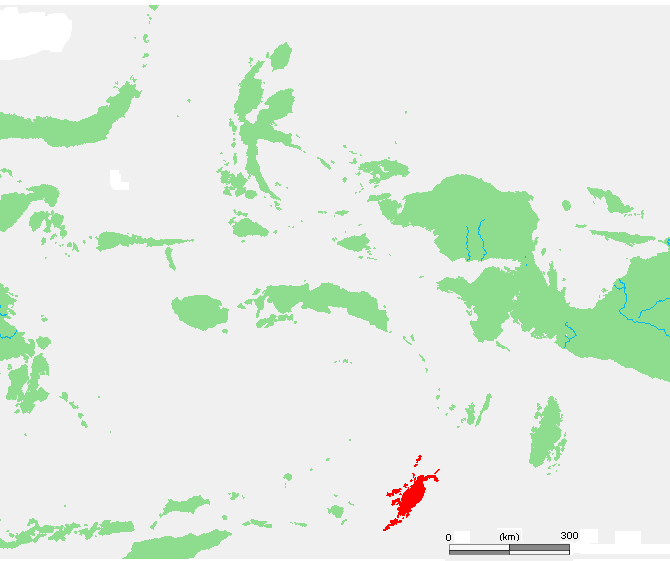
Bản đồ thể hiện quần đảo Tanimbar với màu đỏ

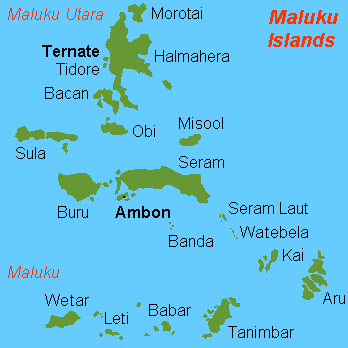
Vị trí quần đảo Tanimbar trong quần đảo Maluku

Quần đảo Tanimbar, cũng gọi là Timur Laut, là một nhóm gồm khoảng 65 đảo thuộc tỉnh Maluku của Indonesia, gồm một số đảo chính như Fordata, Larat, Maru, Molu, Nuswotar, Selaru, Selu, Seira, Wotap, Wuliaru và Yamdena. Cụm từ tiếng Indonesia timur laut có nghĩa là 'đông bắc'.

## Địa lý
Quần đảo Aru và quần đảo Kai nằm ở phía đông bắc của quần đảo Tanimbar, còn đảo Babar và Timor nằm ở phía tây. Các hòn đảo bị tách biệt qua biển Banda và biển Arafura. Tổng diện tích của quần đảo là 5440 km² (2100 sq mi).
Hòn đảo lớn nhất trong nhóm là Yamdena. Đảo Yamdena có một dãy các ngọn đồi được rừng rậm bao phủ, chạy dọc theo bờ biển phía đông của đảo, trong khi bờ biển phía tây có độ cao thấp. Saumlaki là đô thị chính, nằm ở cực nam của Yamdena. Các đảo khác là Larat, Selaru, và Wuliaru.
Dân cư quần đảo theo điều tra năm 2010 là 105.394 người. Hòn đảo nhỏ bé Tanimbarkei không phải là một phần của Tanimbar, mà là của quần đảo Kai và là nơi định cư của dưới 1000 người dân với phong tục rất truyền thống.
Quần đảo Tanimbar là một phần của hệ sinh thái rừng rụng lá ẩm quần đảo biển Banda.

## Động vật
- Cacatua goffiniana
- Cettia carolinae
- Aplonis crassa
- Cú lợn mặt nạ nhỏ (Tyto sororcula)
- Zoothera machiki
- Eos reticulata
- Megapodius tenimberensis
- Bastilla missionarii
- Troides riedeli